# Nashville SC
Nashville Soccer Club er en amerikansk fodboldklub fra Nashville i Tennessee, som spiller i Major League Soccer.

## Historie
MLS annoncerede i 2016, at de ville udvide ligaen over de næste år fra 20 til 28 hold, og investorer i mange byer på tværs af USA begyndte som resultat at danne investeringsgrupper, for at blive en af de nye hold. En af disse investeringsgrupper blev dannet af flere erhvervsledere i Nashville som blev ledt af Bill Hagerty. Det officielle bud blev lanceret i januar 2017, og i december 2017 blev det annonceret at Nashville vil blive en af de nye hold i MLS, med debutsæson i 2020.
I februar 2019 blev det annonceret at klubben vil overtage navnet og branding fra den eksisterende fodboldklub i byen, som spillede i USL Championship, og var ejet af en af medlemmerne af investeringsgruppen.
Klubben debuterede i 2020 sæsonen, og spillede sin første kamp den 29. februar 2020.

## Stadion
Nashville SC spiller på Geodis Park med en kapacitet på 30.000. Stadionet blev bygget da holdet blev annonceret, og var planlangt at være parat til Nashvilles debut i 2020, men som resultat af problemer med omkostningerne og utilfredshed fra lokale, så blev færdiggørelsen af stadionet udsat til den 1. maj 2022, hvor de officielt åbnede. I mellemtiden spillede Nashville SC på Nissan Stadium.

## Nuværende spillertrup
Oversigten er opdateret til og med 11. maj 2022.
| Nr. | Land            | Position | Spiller            |
| --- | --------------- | -------- | ------------------ |
| 1   | USA             | MM       | Joe Willis         |
| 2   | USA             | FO       | Daniel Lovitz      |
| 4   | USA             | FO       | David Romney       |
| 5   | USA             | FO       | Jack Maher         |
| 6   | USA             | MI       | Dax McCarty        |
| 7   | Kenya           | MI       | Handwalla Bwana    |
| 8   | Costa Rica      | AN       | Randall Leal       |
| 9   | Elfenbenskysten | AN       | Aké Loba           |
| 10  | Tyskland        | MI       | Hany Mukhtar       |
| 11  | USA             | AN       | Ethan Zubak        |
| 12  | USA             | AN       | Teal Bunbury       |
| 13  | Tanzania        | MI       | Irakoze Donasiyano |
| 15  | USA             | FO       | Eric Miller        |

| Nr. | Land     | Position | Spiller           |
| --- | -------- | -------- | ----------------- |
| 17  | USA      | AN       | C.J. Sapong       |
| 19  | USA      | MI       | Alex Muyl         |
| 20  | Panama   | MI       | Aníbal Godoy      |
| 21  | USA      | FO       | Ahmed Longmire    |
| 22  | USA      | FO       | Josh Bauer        |
| 23  | USA      | FO       | Taylor Washington |
| 25  | USA      | FO       | Walker Zimmerman  |
| 26  | USA      | MI       | Luke Haakenson    |
| 27  | Cameroun | MI       | Brian Anunga      |
| 32  | USA      | MM       | Will Meyer        |
| 35  | USA      | MM       | Bryan Meredith    |
| 54  | USA      | MI       | Sean Davis        |

### Udlejet
| Nr. | Land | Position | Spiller                                           |
| --- | ---- | -------- | ------------------------------------------------- |
| 24  | USA  | FO       | Robert Castellanos (Udlånt til Tampa Bay Rowdies) |
| 30  | USA  | MM       | Elliot Panicco (Udlånt til Indy Eleven)           |

| Nr. | Land    | Position | Spiller                                     |
| --- | ------- | -------- | ------------------------------------------- |
| —   | Uruguay | AN       | Rodrigo Piñeiro (Udlånt til Unión Española) |